# نرمة
نرمة هي قرية في مقاطعة سميرم، إيران. يقدر عدد سكانها بـ 148 نسمة بحسب إحصاء 2016.